# 홀로치
홀로치(火落赤 또는 黑勞赤)는 16세기 몽골 우익(右翼) 도룬(多倫) 투메트부(土默特部) 지도자이다. 다얀 카안(達延汗) 사남 알수 볼로트(阿爾蘇博羅特)의 손자이자, 부지기르타이지(不只吉兒台吉)의 아들이다.
원래는 부형과 함께 산서(山西) 서북 편관(偏關) 바깥 6-700리 토묵천(土默川)에서 유목하였다. 후에 목초지는 당백부 알탄칸이 점거하였고, 형제와 함께 서쪽으로 이동하였다. 융경(隆慶) 6년(1572), 양주(涼州, 지금의 감숙성 무위武威), 숙주(肅州, 지금의 감숙성 주천酒泉)로 들어갔다. 명조와 감숙(甘肅) 편도구(扁都口)에서 호시(互市)를 열었다. 그의 형 도로 투만 바투르 홍타이지(多羅土蠻把都兒黃台吉)와 함께 숙주로 가서 서번(西番) 즉 장족(藏族)을 노략하였다. 만력(萬曆) 6년(1578), 그는 알탄 칸을 따라 청해(靑海)로 가서 겔룩파(gelug, 格魯派)의 고승 저명 소남 갸초(索南嘉措)를 영접했다. 알탄칸은 동쪽으로 투메트로 돌아갔고 홀로치는 청해에 남아 끊임없이 현지 장족들을 침범하였다. 부락을 이끌고 현재 청해성 귀덕현(貴德縣) 날공천(捏工川)으로 가서 거주하였다.만력 17년(1589년) 경, 명나라 하주(河州, 현재 감숙 임하臨夏), 도주(洮州, 현재 감숙 임담臨潭), 민주(岷州, 현재 감숙 민현岷縣), 서녕(西寧) 등을 여러 차례 공격하여 승리를 거두었다. 명조는 수년 동안 홀로치를 시상(市賞)에서 배제시켰다. 동시에 서몽골 오이라트(瓦剌, 혹은 衛拉特)와 함께 교전하였다. 만력 20년(1592), 명나라에 대항하여 군대를 일으킨 영하(寧夏) 부총병(副總兵) 발배(哱拜)를 지원하였지만 전투에서 패배하여 도주하였다. 명나라 군대의 추격 하에, 홀로치는 동쪽으로 이주하여 정변(定邊) 지역으로 갔다. 천계(天啓) 말년까지 홀로치는 명군과 충돌하였다. 홀로치는 아들 5명이 있었르며, 투구치 바투르 타이지(土骨赤把都兒台吉)도 그 중 하나이다.